# Apple Store
Apple Store — сеть розничных магазинов по всему миру, созданных и управляемых корпорацией Apple на принадлежащих компании торговых площадях.

## Торговый профиль

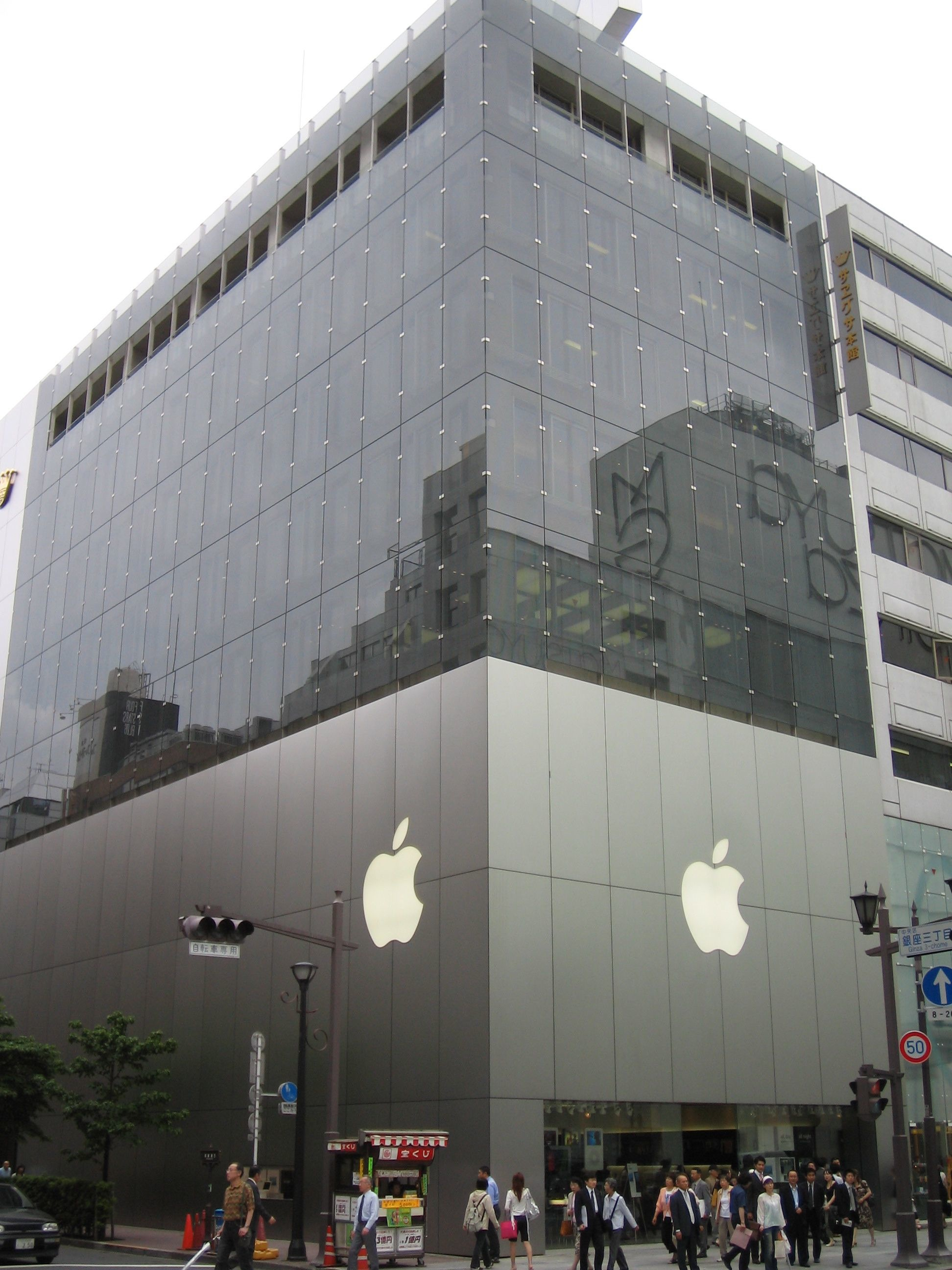
Apple Store в Гиндзе, Токио

Apple Store - сеть розничных магазинов, размещённых на торговых площадях, принадлежащих Apple и осуществляющих продажу компьютеров Macintosh, OSX и другого программного обеспечение для этой платформы, iPod, iPhone, iPad, а также другой продукции Apple и аксессуаров сторонних производителей для неё.
В магазинах сети предоставляется возможность получить техническую консультацию от специалистов в формате Genius Bar.

## История
Стиву Джобсу очень не нравились условия, в которых продаются товары Apple. Во-первых, компьютерная техника продавалась, в основном, в крупных торговых центрах. В них часто даже не было фирменных отделов, техника Apple и конкурирующих марок могла располагаться на одной полке, консультанты были заинтересованы в продаже любого товара и слабо разбирались в его возможностях, не говоря уже о «философии» продукта, которая для Джобса всегда стояла на первом месте. Продажа через онлайн-магазин решала проблему лишь отчасти: полноценного контакта между Apple и потребителем всё равно не получалось. Во-вторых, магазины электроники располагались, как правило, на окраинах, где арендная плата ниже. По мнению маркетологов, для покупателей это имело большое значение, так как компьютеры приобретаются нечасто и стоят довольно дорого — ради покупки по более выгодной цене можно съездить и за город. Стив Джобс, напротив, был убеждён в необходимости прийти к потребителю, чтобы тот мог получить квалифицированную консультацию и приобрести товар рядом со своим домом.
К концу 1999 года Джобс задумался о создании специализированного магазина Apple. Перед ним были два примера: негативный опыт IT-компании Gateway, Inc., прогоревшей после открытия собственной сети пригородных магазинов, и успешный опыт компании Gap, владельца сети магазинов по продаже одежды. Джобс пришёл к выводу, что ошибка Gateway заключалась, прежде всего, в том, что они не рискнули приблизить свои магазины к покупателю, в остальном же никакой принципиальной разницы между продажей компьютеров и одежды нет. Тогда Джобс взял в совет директоров главу Gap Милларда Дрекслера:

Я ушел из универмагов, потому что меня раздражала невозможность контролировать собственные товары с момента их производства и до момента продажи. Стив такой же, — наверное, поэтому он меня и нанял.
Оригинальный текст (англ.)I left the department store business because I couldn’t stand not controlling my own product, from how it’s manufactured to how it’s sold. Steve is just that way, which is why I think he recruited me.
— Миллард Дрекслер
Джобс также нанял вице-президента отдела продаж компании Target Рона Джонсона. Миллард посоветовал Джобсу не торопиться с открытием магазина, а для начала втайне полностью его смоделировать. Для этой цели был снят пустующий склад в Купертино. Джобс часто бывал там, с Джонсоном или в одиночестве, обдумывая все детали. Постепенно склад стал напоминать дизайнерскую студию.

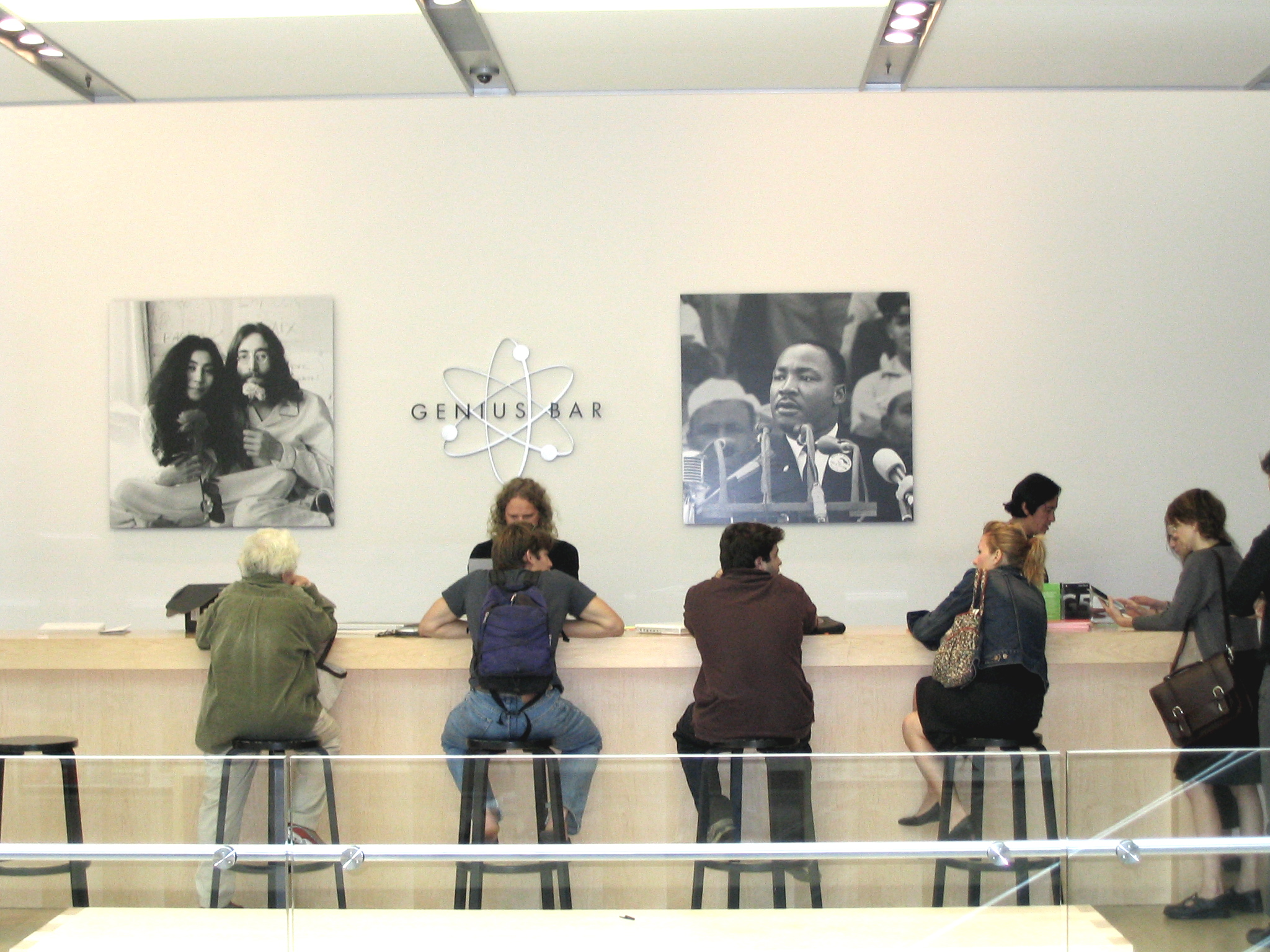
Genius Bar в нью-йоркском Apple Store

Через полгода прототип магазина был готов. Это было помещение с одним входом, разделённое на четыре части — по числу основных продуктов, выпускавшихся Apple на тот момент: iMac, iBook, Power Macintosh G3 и PowerBook G3. И тут Джонсон понял, что эта концепция никуда не годится — секции должны разделяться не по «линейкам» продуктов, а по их предназначению: работа с музыкой, с видео и так далее. Джобс пришёл в ярость, но вынужден был признать правоту Джонсона. Пришлось отложить открытие магазина на несколько месяцев и всё переделывать с самого начала.
Первые два магазина Apple Store открылись 19 мая 2001 года: «Tyson’s Corner» в городе Маклин (Вирджиния) и «Glendale Galleria» в городе Глендейл (Калифорния). Магазины оформлены в традициях баухауса и архитектурного минимализма. В сдержанных и лаконичных интерьерах соединены дерево, камень, сталь, стекло. Джобс сам продумывал и утверждал каждую деталь, от полов из тосканского песчаника и уникальных стеклянных лестниц до постеров и выключателей на стенах. Идея «Бара гениев», представляющего собой нечто среднее между баром и стойкой ресепшн, принадлежала Джонсону. Он предложил разместить в этой секции лучших специалистов Apple в качестве консультантов, и назвать их «гениями». Джобс сначала раскритиковал идею за претенциозность, заявив, что они не «гении», а косноязычные гики, однако в дальнейшем утвердил предложение Джонсона.
Аналитики дружно предрекали Apple Store провал, но через 3 года магазины Apple посещало в среднем 5400 человек в неделю. В Европе первый магазин был открыт в ноябре 2004 года в Лондоне на Риджент-стрит. При годовой выручке в 60 миллионов фунтов каждый квадратный метр его территории приносит в год около 21 500 £, занимая по этому показателю первое место в Лондоне.
На 2012 год в мире действуют более 370 магазинов Apple Store, ещё более 50 готовятся к открытию. Открытие каждого нового магазина ожидается фанатами с не меньшим нетерпением, чем выпуск нового устройства Apple, и проходит в не менее торжественной обстановке. Коммерческий и маркетинговый успех Apple Store побудил и другие компании открывать собственные фирменные магазины.
В августе 2016 года стало известно, что компания Apple стала отказываться от названия Store, используя в названии магазинов приставку улицы к слову Apple (например, Apple Fifth Avenue или Apple The Grove). Эксперты предполагают, что данное изменение связано с желанием по-новому позиционировать магазины сети.

## География сети
По состоянию на 1 ноября 2022 года Apple открыла 521 магазин в 25 странах:

>50 магазинов
21–50 магазинов
11–20 магазинов
6–10 магазинов
2–5 магазинов
1 магазин
Запланировано открытие

| Страна           | Всего открыто |
| ---------------- | ------------- |
| США              | 272           |
| Китай            | 44            |
| Великобритания   | 39            |
| Канада           | 28            |
| Австралия        | 22            |
| Франция          | 20            |
| Италия           | 17            |
| Германия         | 16            |
| Испания          | 11            |
| Япония           | 10            |
| Гонконг          | 6             |
| Швейцария        | 4             |
| ОАЭ              | 4             |
| Республика Корея | 4             |
| Нидерланды       | 3             |
| Швеция           | 3             |
| Турция           | 3             |
| Сингапур         | 3             |
| Бразилия         | 2             |
| Макао            | 2             |
| Мексика          | 2             |
| Тайвань          | 2             |
| Таиланд          | 2             |
| Бельгия          | 1             |
| Австрия          | 1             |
| Итог             | 521           |

### Apple Store в России
Первые слухи об открытии Apple Store в России появились в начале 2011 года. Тогда сообщали, что в Москву приехали руководители отдела Apple Store. Не было известно, зачем, но опять же, по слухам было известно, что они приехали рассмотреть площадки для будущего магазина. Речь шла о гостинице Москва, которая расположена на Манежной площади, то есть в непосредственной близости от Кремля. Apple собиралась арендовать помещения площадью 1500 м2. Но спустя полгода РБК Daily из анонимных источников сообщила, что компания передумала открывать свой фирменный магазин. Причиной тому может быть слишком большая цена аренды, а также неготовность самой компании открывать Apple Store в России.
В августе 2012 года стало известно, что в России была зарегистрирована компания «Эппл Рус», которая занимается продажей компьютерной и портативной техники. Уставной капитал: 3,3 млн рублей; 99,5 % акций «Apple Rus» владеет Apple Holding B. V., остальная доля принадлежит ирландской компании Apple Distribution.
4 декабря 2012 года состоялось открытие разделов музыки и фильмов в российском iTunes Store. В это время появилась информация о том, что компания Syncreon будет заниматься транспортировкой продукции Apple в российский Apple Store..
26 июня 2013 года официальный онлайн-магазин Apple Online Store начал работу в России. Доставка товаров осуществляется на территории Москвы и Санкт-Петербурга. В начале декабря магазин начал осуществлять доставку товаров также в Екатеринбурге, в Ростове-на-Дону, и в Самаре.

## Статистика
По состоянию на 19 мая 2011 года, за 10 лет своего существования, — Apple Store — это:
- 389 магазинов в 11 странах, 87 из них за пределами США
- 2,5 миллиона квадратных метров торговых площадей (данные на сентябрь 2010)
- 30 200 сотрудников
- 71,1 млн посетителей в прошлом квартале
- 13 400 посетителей магазина в среднем за неделю
- 3,190 $ млрд дохода в прошлом квартале
- 9,9 млн $ средний доход от одного магазина в прошлом квартале
- 12,9 % доля от общего дохода компании Apple в прошлом квартале
- 797 000 проданных Mac в магазинах за прошлый квартал и половину из них приобрели люди, у которых никогда их не было

## Подражание
Коммерческий и маркетинговый успех Apple Store побудил другие компании открывать и адаптировать часть идей для своих фирменных магазинов.

## Поддельная сеть магазинов в Китае
Поддельная сеть была открыта в городе Куньмине в Китае. Магазины были очень похожи на оригиналы. В магазинах было такое же оформление, винтовые лестницы, фирменная одежда на сотрудниках. Но были и отличительные черты: кривые лестницы, неаккуратно покрашенные стены, надпись Apple Store (и даже Store), которая отсутствует в официальных точках в Пекине и Шанхае. Потом всё же сменили названия на «IParty» и «Smart Store», но некоторые точки даже не убрали вывески в форме надкусанного яблока.